# Округ Самерс (Западна Вирџинија)
Самерс (енгл. Summers County) је округ у америчкој савезној држави Западна Вирџинија.

## Демографија
По попису из 2010. године број становника је 13.927, што је 928 (7,1%) становника више него 2000. године.
| Група             | 2000.          | 2010.          |
| Белци             | 12.494 (96,1%) | 12.837 (92,2%) |
| Афроамериканци    | 280 (2,2%)     | 664 (4,8%)     |
| Азијати           | 12 (0,1%)      | 31 (0,2%)      |
| Хиспаноамериканци | 71 (0,5%)      | 189 (1,4%)     |
| Укупно            | 12.999         | 13.927         |